# Spring Affair
«Spring Affair» (с англ. — «Весеннее событие») — песня, записанная американской певицей Донной Саммер для её четвёртого студийного альбома Four Seasons of Love (1976). Она была написана самой Саммер при участии Джорджо Мородера и Пит Белотта, которые также выступили в роли продюсеров. Композиция стала первой частью в концептуальном альбоме, олицетворяя весну и начало романтических отношений.
Песня была выпущена в качестве лид-сингла с альбома 24 августа 1976 и смогла занять лидирующие позиции в танцевальных чартах США и Канады. Песня также пользовалась успехом в Испании, заняв 3-е место в радиочарте.

## Варианты издания
Стандартный релиз
1. «Spring Affair» — 3:39
2. «Come With Me» — 4:20

Мексиканский семидюймовый сингл (RCA Victor SP-4696)
1. «Spring Affair» (Parte 1)
2. «Spring Affair» (Parte 2)

Немецкий семидюймовый сингл (Atlantic 10 884N)
1. «Spring Affair» — 3:39
2. «Winter Melody» — 3:51

## Чарты
| Чарт (1976)                                                       | Высшая позиция |
| ----------------------------------------------------------------- | -------------- |
| Бельгия/Валлония (Ultratop 50)                                    | 28             |
| Бельгия/Фландрия (Ultratop 50)                                    | 24             |
| Испания (Los 40 Principales)                                      | 3              |
| Испания (PROMUSICAE)                                              | 13             |
| Италия (Musica e dischi)                                          | 5              |
| Канада (RPM Dance/Urban)                                          | 4              |
| Канада (RPM Top Singles)                                          | 80             |
| Нидерланды (Single Top 100)                                       | 25             |
| Нидерланды (Tipparade)                                            | 8              |
| США (Billboard Dance Club Songs) · Как часть Four Seasons of Love | 1              |
| США (Billboard Hot 100)                                           | 58             |
| США (Billboard Hot R&B/Hip-Hop Songs)                             | 24             |
| Франция (IFOP)                                                    | 28             |